# Svartfläckig myrfågel
Svartfläckig myrfågel (Phlegopsis nigromaculata) är en fågel i familjen myrfåglar inom ordningen tättingar.

## Utseende och läte
Svartfläckig myrfågel är en färgglad och distinkt tecknad medlem av familjen. Den är svart på huvud och bröst, rödbrun på vingar och stjärt. De gulbruna ryggfjädrarna har svarta kanter, vilket skapar ett fläckat utseende. Runt ögat syns en tydlig bar röd fläck. Könen är lika. Lätet består av en fallander serie med två eller tre visslingar, den första tonen klar medan de övriga är strävare. 

## Utbredning och systematik
Svartfläckig myrfågel delas in i fyra underarter med följande utbredning:
- Phlegopsis nigromaculata nigromaculata – sydöstra Colombia till östra Peru, norra Bolivia och sydvästra Amazonområdet i Brasilien
- Phlegopsis nigromaculata bowmani – södra och centrala Amazonområdet i Brasilien och nordöstra Bolivia (norra Santa Cruz)
- Phlegopsis nigromaculata confinis – norra Amazonområdet i Brasilien (Rio Xingu till Rio Tocantins och Rio Araguaia)
- Phlegopsis nigromaculata paraensis – östra Brasilien söder om Amazonfloden (Rio Tocantins till västra Maranhão)

## Levnadssätt
Svartfläckig myrfågel hittas i regnskog, vanligast i tät undervegetation i områden som är säsongsmässigt översvämmade och framför allt i stånd av hummerklor. Arten ses ofta vid ansamlingar av svärmande vandringsmyror, men endast sällan annorstädes.

## Status och hot
Arten har ett stort utbredningsområde, men tros minska i antal, dock inte tillräckligt kraftigt för att den ska betraktas som hotad. Internationella naturvårdsunionen IUCN listar arten som livskraftig (LC).